# 白井透
白井 透（しらい とおる、1943年 - ）は、日本の競馬評論家、競走馬の血統研究家。サラブレッド血統センター創業者。

## 経歴
父・白井新平は、戦前からアナキズム系の活動家として知られるとともに、1938年に競馬週報社を設立し、今日の日本の競馬新聞で標準的なものとなっている馬柱などの表現を創出した人物であった。弟・白井民平は馬術選手として活躍した後、北海道日高町で牧場経営者となった。
このように競馬一家であった白井家に生まれた透は、早稲田大学政治経済学部卒業後、1967年にサラブレッド血統センターを設立し、1971年に『競馬四季報』（関東版）を創刊したのをはじめ、競馬・血統関係の出版事業に従事した。
1990年に、サラブレッドの血統を記録した基礎資料『Family Tables of Racehorses』の第III巻を出版し、JRA賞馬事文化賞を受賞した。
2004年、JRA創設50周年特別功労賞を受賞。
2004年に、高知競馬で話題となったハルウララの移送問題が起きた際には、馬主側に立ってこの件に関与した。

## おもな著書
- 『競馬の血統入門』サラブレッド血統センター、1970年
- 『競馬の正体（上/下）』ミデアム出版社、1996年
- 『ハルウララ日記』馬事競馬文化センター、2004年